# قضب صغير
قضب صغير (الاسم العلمي:Cadaba parvula) هو نوع من النباتات يتبع جنس القضب من الفصيلة القبارية.